# Calvenzano
Calvenzano (lombardul: Carvensà, Colvensà vagy Corvensà) település Olaszországban, Lombardia régióban, Bergamo megyében. Lakosainak száma 4317 fő (2023. január 1.). Calvenzano Caravaggio, Treviglio, Arzago d’Adda, Casirate d’Adda, Misano di Gera d’Adda és Vailate községekkel határos.

## Népesség
A település népessége az elmúlt években az alábbi módon változott:
| Lakosok száma | 4242 | 4240 | 4317 |
|               | 2017 | 2018 | 2023 |